# 至聖治理會議
至聖治理會議（俄语：Святѣйшій Правительствующій Сѵнодъ、Святейший Правительствующий Синод），是俄罗斯正教会在1721年到1918年间的最高領導機構，是彼得大帝1721年時任莫斯科牧首阿德里安過世後，取消了莫斯科牧首一職後設置的機構。議會由沙皇任命的多位主教及世俗的官員組成。原先參議的主教有十位，之後增至十二位，也有一位監督會議運作的督察長，督察長代表沙皇行事，其命令是沙皇的旨意。

## 成立
彼得一世積極的推行俄羅斯帝國的改革，其中包含對於教會的干涉。為了這點，擁有教會強大影響力的莫斯科牧首勢必會造成阻礙。因此在牧首阿德里安於1700年過世後，彼得就禁止教會選出新的牧首，推派他改革的支持者、梁贊與穆羅姆總主教司提反·雅沃爾斯基擔任牧首的代理者，並在1721年成立至聖治理會議，取消牧首席。:230